# Керсти Калюлайд
Керсти Калюлайд (на естонски: Kersti Kaljulaid) е естонски политик, президент на Естония през 2016-2021 г. Тя е петият президент на страната – след Тоомас Хендрик Илвес – и първата жена на този пост след обявяването на независимостта първо през 1918 г. и отново през 1991 г. Към момента на встъпването си в длъжност, Калюлайд е най-младият избран президент на Естония, на възраст 46 години.
Калюлайд е бивш държавен служител, представител на Естония (2004 – 2016) в Европейската сметна палата. След няколко неуспешни кръга на президентските избори в Естония, тя е номинирана от мнозинство депутати от различни парламентарни партии като съвместен кандидат за петия президентски мандат на Естония. Печели изборите с 81 гласа подкрепа, 0 против и 17 въздържали се.

## Биография
Тя завършва 44-та гимназия в Талин през 1987, а през 1992 завършва Университета на Тарту с отличие в специалност биология. През 2001 година завършва магистърска степен по бизнес администрация в същия университет. От 1996 до 1999 година работи в различни компании като мениджър продажби, мениджър проекти, мениджър инвестиционно банкиране. От 1999 до 2002 година е икономически съветник на естонския премиер Март Лаар. Често публикува становища в естонските медии, посветени на мястото на Естония в Европейския съюз, по социални и икономически проблеми. В допълнение е редовен участник на радиопредавания за политически анализи.
През 2001 – 2004, Калюлайд е член на дясната политическа партия „Съюз Про Патрия“, но не се кандидатира на изборите. През 2002 – 2004 година е директор на завода за електроенергия Iru, субсидиран от държавната енергийна компания Eesti Energia. От 2011 г. Калюлайд е председател на управителния съвет на Университета в Тарту.

## Политически възгледи
Калюлайд се самоопределя като либерално консервативна, подкрепяйки консервативни икономически политики, но с либерални възгледи по обществени въпроси като правата на ЛГБТ общността и имиграцията. Изказвала се е в подкрепа на силно гражданско общество и по-малка намеса от държавата, подчертавайки голямото значение на помощта за хората в нужда.